# Paula Antònia Cañellas Alba
Paula Antònia Cañellas Alba (Palma, 25 de gener de 1874 - Palma, 1940) fou una mestra krausista i feminista mallorquina.

## Biografia
Filla de Bartomeu Cañellas, de Bunyola, i de Catalina Alba, de Mancor de la Vall, va estudiar a l’Escola Normal de la congregació de monges de la Puresa de Maria, que era l’únic centre en el qual les al·lotes podien estudiar aleshores Magisteri, títol que obtingué el 1889. El 1895, a Barcelona, obtenia el de mestra superior. Va aprovar les oposicions de mestra estatal el 1898, i va treballar a l’escola infantil de Son Sardina.
Paula Antònia Cañellas Alba va destacar en la docència i en la tasca cívica. El 1890 fou mestra superior per l'Escola Normal de Mestres. El 1904, des de postulats feministes, va organitzar les primeres colònies femenines provincials de les Illes Balears i que ella mateixa va dirigir any rere any, amb les excepcions de 1905, 1908 i 1924 en què no es van dur a terme per problemes econòmics o administratius. Cañellas Alba va ocupar aquella tasca durant un total de divuit colònies escolars per a nines, reemplaçada el 1925 per Josepa Estades Alcover. Si bé les primeres van tenir lloc al Port de Sóller, es va produir malentès amb el batle d'aquest municipi el 1910 per causa d'una carta de Cañellas sobre la brutícia de les instal·lacions que el diari Última Hora va filtrar malintencionadament. Allò feu que els anys següents les celebressin a Felanitx i a Portopí. Aquella activitat es va perllongar fins a l'esclat de la Guerra Civil l'any 1936.
El 1915 fundava l'Institut d'Estudis Superiors per a la Dona, des de l'Ajuntament de Palma. S'havia d'encarregar de proporcionar a les mares de família els coneixements necessaris per a la tasca de la llar, preparar les alumnes per a l'accés a l'ensenyament secundari, per al magisteri de primeres lletres, per a l'ingrés a l'Escola Superior de Mestres o a l'Escola Superior de Comerç i preparar-les per a les oposicions al cos auxiliar de telegrafia.
El conservadorisme sociològic i l'Església, temorosa del laïcisme de l'Institut, aconseguiren que es tancàs al cap de molt poc de la seva obertura. Ella es declarava defensora del feminisme, que definia com la lluita de les dones per aconseguir la seva independència econòmica per poder triar el seu destí. Denunciava la situació de la dona espanyola, totalment sotmesa al varó, per la dependència jurídica a què la sotmetien lleis injustes i irracionals.
La mestra Cañellas advocava per educar les dones per a si mateixes: per a gaudir de la cultura, per a poder fer feina i per tenir una projecció cívica.